# Новокантакузовка
Новокантакузовка (укр. Новокантакузівка) — село в Доманёвском районе Николаевской области Украины.
Население по переписи 2001 года составляло 227 человек. Почтовый индекс — 56451. Телефонный код — 5152. Занимает площадь 0,997 км².

## Местный совет
56450, Николаевская обл., Доманёвский р-н, с. Козубовка, ул. Ленина, 23

## История
Хутор Слава Новокантакузовского сельсовета был основан в качестве еврейской земледельческой колонии.